# Коган, Леонид Борисович
Леони́д Бори́сович Ко́ган (1924—1982) — советский скрипач, педагог. Народный артист СССР (1966). Лауреат Ленинской премии (1965).

## Биография
Леонид Коган родился 14 ноября 1924 года в Екатеринославе (ныне — Днепр, Украина) в семье фотографа.
Учился с 1933 года в Москве, в Особой детской группе, с 1936 года — в Центральной музыкальной школе при Московской консерватории им. П. И. Чайковского в классе А. И. Ямпольского, у него же окончил в 1948 году Московскую консерваторию им. П. И. Чайковского, в 1953 году — аспирантуру.
С 1944 года — солист Московской филармонии.
С 1952 года и до конца дней преподавал в Московской консерватории (с 1963 — профессор, с 1969 — заведующий кафедрой скрипки). Среди учеников — А. Б. Корсаков, Н. Л. Яшвили, И. Х. Груберт, В. И. Жук, И. А. Медведева, В. Ю. Муллова, В. Г. Иголинский и другие известные скрипачи.
Был одним из самых ярких представителей советской скрипичной школы, представляя в ней «романтически-виртуозное» крыло. Он всегда давал много концертов и часто, ещё с консерваторских лет, гастролировал за рубежом (с 1951) во многих странах мира (Австралия, Австрия, Англия, Бельгия, ГДР, Италия, Канада, Новая Зеландия, Польша, Румыния, США, ФРГ, Франция, страны Латинской Америки). В репертуаре были представлены, примерно в равных пропорциях, все основные позиции скрипичного репертуара, в том числе и современная музыка: Л. Когану посвящены Концерт-рапсодия А. И. Хачатуряна, скрипичные концерты Т. Н. Хренникова, К. А. Караева, М. С. Вайнберга, А. Жоливе; для него начал создавать свой третий (неосуществлённый) концерт Д. Д. Шостакович. Был непревзойдённым исполнителем сочинений Н. Паганини (в 1982 озвучил скрипку великого гения в фильме «Никколо Паганини»), а также виртуозных миниатюр Г. Венявского, П. Сарасате, Ф. Крейслера, Ф. Ваксмана и разного рода эффектных скрипичных транскрипций.
Критики писали о Леониде Когане как о таланте, который «родился со скрипкой в руках». Мировая пресса называла его «советским Паганини».
В 1966 году на концерт семейного скрипичного ансамбля Леонида Когана, супруги Елизаветы и сына Павла прилетел из Италии автор исполняемого ими произведения «Концерт для трёх скрипок» Франко Маннино.

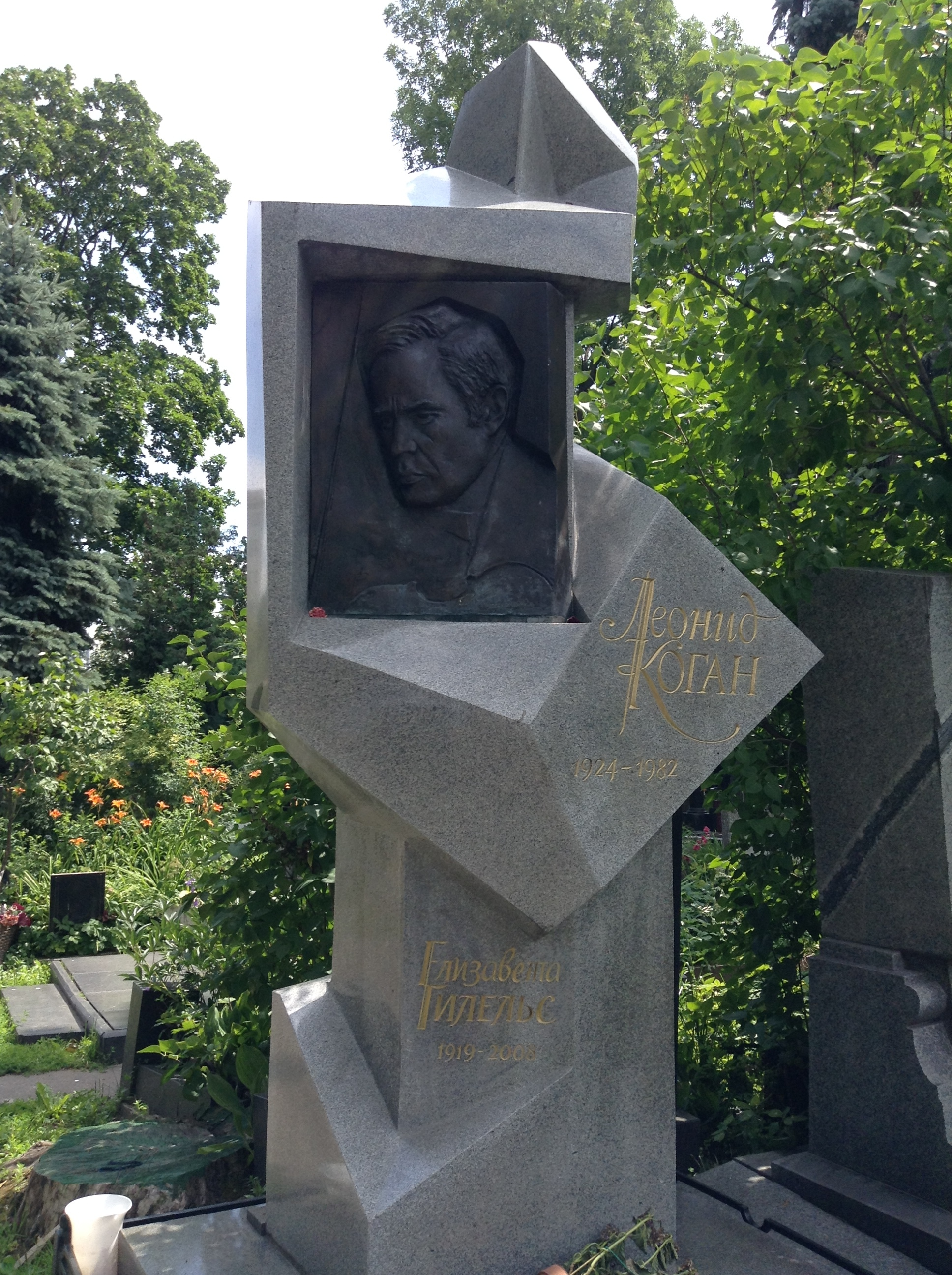
Могила Когана на Новодевичьем кладбище Москвы

С 1958 по 1974 годы был членом жюри ряда международных конкурсов, а в 1978 и 1982 годах — председателем жюри Международного конкурса им. П. И. Чайковского.
Член КПСС с 1954 года.
Леонид Борисович Коган умер 17 декабря 1982 года от сердечного приступа под Москвой, в Мытищах, во время железнодорожной поездки из Москвы на концерт в Ярославль, где он должен был выступать со своим сыном. Похоронен в Москве на Новодевичьем кладбище (участок № 2).

### Семья
- Родители — Борис Семёнович и Софья Львовна Коган.
- Жена — Елизавета Григорьевна Гилельс (1919—2008), скрипачка и музыкальный педагог, заслуженная артистка РСФСР (1977), сестра Эмиля Григорьевича Гилельса (1916—1985), пианиста, народного артиста СССР (1954).
- Сын — Павел Леонидович Коган (род. 1952), скрипач и дирижёр, народный артист России (1994). Дирижёр и художественный руководитель Московского государственного академического симфонического оркестра.
  - Внук — Дмитрий Павлович Коган (1978—2017), скрипач, заслуженный артист Российской Федерации (2010), солист Московской государственной академической филармонии.
- Дочь — Нина Леонидовна Коган (род. 1954), пианистка, многолетний аккомпаниатор отца, профессор Московской консерватории.
  - Внуки:
  - Виктория Юрьевна Коган-Корчинская (род. 1978), пианистка, лауреат международных конкурсов.
  - Даниил Юльевич Милкис (род. 1993), скрипач[9].

## Награды и звания
- Международный конкурс Всемирного фестиваля молодёжи и студентов в Праге (1947, 1-й приз)[2]
- Первый Международный конкурс имени королевы Елизаветы в Брюсселе (1951, 1-я премия)[2]
- Заслуженный артист РСФСР (1955)[8]
- Народный артист РСФСР (1964)[3]
- Народный артист СССР (1966)
- Ленинская премия (1965) — за концертно-исполнительскую деятельность (1962—1964)
- Орден Ленина (1974)
- Орден Трудового Красного Знамени
- Медали
- Почётный член Национальной академии «Санта-Чечилия» (Рим, 1982)[2].

## В кино
- 1954 — В праздничный вечер
- 1969 — Ночь у Мод — камео
- 1975 — Скрипка Леонида Когана (документальный фильм)
- 1982 — Никколо Паганини — камео
- 2009 — Леонид Коган. Неповторимый (документальные кадры)

## Память
11 декабря 2014 года был открыт бюст великого скрипача в фойе Московской консерватории им. Чайковского. Открытие приурочено к 90-летию со дня рождения Леонида Когана. Скульптором стал Григорий Орехов — сын народного художника России Юрия Орехова, который ранее создал мемориальную доску и надгробный памятник великому артисту.
В 2019 году «Фирма Мелодия» выпустила юбилейное издание исполнений Леонида Когана на пяти дисках к его 95-летию со дня рождения. В этом же году издание заняло третью позицию в мировом рейтинге самых востребованных записей на физических носителях – дисках и виниловых пластинках.\
14 ноября 2019 года была открыта мемориальная доска в 14 классе Московской консерватории.
В сентябре 2023 года вышла книга «Леонид Коган. Письма». В книге представлены 288 писем и телеграмм от 135 корреспондентов, среди которых известные  музыканты, политики, люди искусства и науки, а также друзья и почитатели таланта. Письма расположены в хронологическом порядке (с 1942 по 1982 годы) и снабжены подробными комментариями, погружающими в атмосферу того времени. В книге опубликованы редкие, ранее не публиковавшиеся фотографии. Переписка подготовлена доктором искусствоведения, профессором Московской консерватории и главным редактором журнала «Музыкальная жизнь» Евгенией Кривицкой.